# Josef Dědeček
Josef Dědeček (22. listopadu 1843 Chloumek u Turnova – 15. května 1915 Dolní Chabry) byl český středoškolský profesor, botanik a přírodovědecký spisovatel.

## Život
Studoval v Jičíně a Praze. Roku 1867 se stal profesorem na pražské vyšší reálce, roku 1869 se oženil s Annou Tichou a poté určitou dobu učil v Písku. Od roku 1874 pracoval na vyšší reálce v Karlíně, kterou také čtyřikrát řídil jako provizorní správce.
Byl členem Společnosti Musea Království českého, Ústřední společnosti hospodářské pro Království české a dalších sdružení. Politicky podporoval Národní stranu.

## Dílo
Zabýval se botanickým výzkumem Čech. Vydával a upravoval učebnice. Uveřejňoval přírodovědecké články v časopisech Živa, Oesterreichisch-botanische Zeitschrift, Zeitschrift der Zoologisch-botanischen Gesellschaft, Lotos, Vesmír, Zprávy České společnosti nauk, Škola a život, Paedagogium, Krok, Česká škola, Zlatá Praha, Květy, Archiv pro výzkum Čech aj.
Do publikace Sto let práce přispěl článkem o zpracování perleti.
V Ottově slovníku naučném byl autorem článků o tropických rostlinách, pěstovaných v českých zemích.
Knižně vydal:
- Poučné rozpravy a články o přírodě (1880), kniha pro mládež
- Mechy jatrovkovité (Hepaticae) květeny české (1883), o játrovkách
- Die Lebermoose (Musci hepatici) Böhmens (1886), německý text na stejné téma
- Ze života pro život (1899), pět mravoučných povídek pro mládež
- upravil Dra A. Pokorného Názorný nerostopis (1891, autor: Alois Pokorný)